# Ocean Harbour
Ocean Harbour (ou New Fortuna Bay) est une baie où l'on trouve les vestiges d'une ancienne station baleinière. Elle est située sur la côte nord-ouest de la Géorgie du Sud.